# Sinopla
Sinopla is een geslacht van wantsen uit de familie van de Acanthosomatidae (Kielwantsen). Het geslacht werd voor het eerst wetenschappelijk beschreven door Victor Antoine Signoret in 1864.

## Soorten
Het genus bevat de volgende soorten:

- Sinopla humeralis Signoret, 1864
- Sinopla perpunctatus Signoret, 1864